# Delfino Victoria
Delfino Victoria är en ort i Mexiko.   Den ligger i kommunen Veracruz och delstaten Veracruz, i den sydöstra delen av landet, 300 km öster om huvudstaden Mexico City. Delfino Victoria ligger 36 meter över havet och antalet invånare är 3 896.
Terrängen runt Delfino Victoria är platt. Runt Delfino Victoria är det ganska tätbefolkat, med 172 invånare per kvadratkilometer. Närmaste större samhälle är Veracruz, 14,0 km öster om Delfino Victoria. Trakten runt Delfino Victoria består till största delen av jordbruksmark.